# Kim Jae-kyu
Kim Jae-kyu (kor. 김재규; ur. 6 marca 1926, zm. 24 maja 1980) – południowokoreański generał, szef wywiadu Korei Południowej (KCIA) w latach 1976–1979, jeden z najbliższych współpracowników dyktatora Park Chung-hee, którego 26 października 1979 zastrzelił w trakcie obiadu. Zginął też Cha Ji-chul, szef Prezydenckiej Służby Bezpieczeństwa. Podlegli Kimowi dwaj funkcjonariusze KCIA zastrzelili też trzech ochroniarzy prezydenta oraz jego szofera. Kim i jego grupa zostali później aresztowani przez żołnierzy dowodzonych przez szefa sztabu armii Korei Południowej.
Podczas procesu Kim zeznał, że zabił Parka, gdyż ten stanowił „zagrożenie dla demokracji i społeczeństwa”. Ostatecznym sprowokowaniem do zamachu miały być stwierdzenia dyktatora podczas owego obiadu, że pozabija wszystkich protestujących (kilka dni wcześniej doszło do dwóch dużych manifestacji przeciwko jego rządom). Za dokonanie tego czynu Kim Jae-kyu został skazany na karę śmierci i powieszony w następnym roku. Straceni zostali także podlegli mu funkcjonariusze, którzy wzięli udział w zamachu. Do dziś prawdziwy motyw Kima jest niejasny.